# Internazionali di Tennis del Friuli Venezia Giulia
Gli Internazionali di Tennis del Friuli Venezia Giulia, noti anche come Serena Wines 1881 acqua Maniva Tennis Cup, Friuladria Crédit Agricole Tennis Cup e Zucchetti Kos Tennis Cup per ragioni di sponsorizzazione, sono un torneo professionistico maschile e femminile di tennis giocato sulla terra rossa. Si disputano annualmente all'A.S.D. Eurotennis Club di Cordenons, in Italia.

## Storia
Inaugurato nel 2004 come evento facente parte dell'ATP Challenger Tour, dal 2016 si tiene nello stesso periodo l'evento femminile valido per l'ITF Women's Circuit. Il primo anno il torneo femminile ebbe un montepremi di 10.000 $, dal 2017 al 2021 il montepremi fu di 15.000 $. Il torneo femminile assunse importanza nel 2022, quando fu inserito nella categoria W60 con un montepremi di 60.000 $.

## Albo d'oro

### Singolare maschile
| Anno | Campione                | Finalista               | Punteggio          |
| ---- | ----------------------- | ----------------------- | ------------------ |
| 2025 | Dušan Lajović           | Carlos Taberner         | 6–2, 7–6(3)        |
| 2024 | Vilius Gaubas           | Carlos Taberner         | 2–6, 6–2, 6–4      |
| 2023 | Matteo Gigante          | Lukas Neumayer          | 6–0, 6–2           |
| 2022 | Zhang Zhizhen           | Andrea Vavassori        | 2–6, 7–6(5), 6–3   |
| 2021 | Francisco Cerúndolo     | Tomás Martín Etcheverry | 6–1, 6–2           |
| 2020 | Bernabé Zapata Miralles | Carlos Alcaraz Garfia   | 6–2, 4–6, 6–2      |
| 2019 | Christopher O'Connell   | Jeremy Jahn             | 7–5, 6–2           |
| 2018 | Paolo Lorenzi (2)       | Máté Valkusz            | 6–3, 3–6, 6–4      |
| 2017 | Elias Ymer              | Roberto Carballés Baena | 6–2, 6–3           |
| 2016 | Tarō Daniel             | Daniel Gimeno Traver    | 6–3, 6–4           |
| 2015 | Filip Krajinović        | Adrian Ungur            | 5–7, 6–4, 4–1 rit. |
| 2014 | Albert Montañés         | Potito Starace          | 6–2, 6–4           |
| 2013 | Pablo Carreño Busta     | Grégoire Burquier       | 6–4, 6–4           |
| 2012 | Paolo Lorenzi (1)       | Daniel Gimeno Traver    | 7–6(5), 6–3        |
| 2011 | Daniel Muñoz de la Nava | Nicolás Pastor          | 6–4, 2–6, 6–2      |
| 2010 | Steve Darcis            | Daniel Muñoz de la Nava | 6–2, 6–4           |
| 2009 | Peter Luczak            | Olivier Rochus          | 6–3, 3–6, 6–1      |
| 2008 | Filippo Volandri        | Óscar Hernández         | 6–3, 7–5           |
| 2007 | Máximo González         | Mariano Puerta          | 2–6, 7–5, 7–5      |
| 2006 | Konstantinos Economidis | Mathieu Montcourt       | 6–3, 6–2           |
| 2005 | Carlos Berlocq          | Jérôme Haehnel          | 7–6(4), 6–4        |
| 2004 | Daniel Gimeno Traver    | Daniel Köllerer         | 4–6, 6–4, 6–3      |

### Singolare femminile
| Anno                                      | Campionessa             | Finalista             | Punteggio     |
| ----------------------------------------- | ----------------------- | --------------------- | ------------- |
| 2025                                      | Nuria Brancaccio        | Veronika Erjavec      | 6–2, 6-1      |
| 2024                                      | Anouk Koevermans        | Lucija Ćirić Bagarić  | 7–6(4), 6–2   |
| W 75 - Montepremi da 60.000 $ (dal 2024)  |                         |                       |               |
| 2023                                      | Veronika Erjavec        | Alexandra Cadanțu     | 6–3, 6–4      |
| 2022                                      | Panna Udvardy           | Elina Avanesyan       | 6–2, 6–0      |
| W 60 - Montepremi da 60.000 $ (dal 2022)  |                         |                       |               |
| 2021                                      | Mana Kawamura           | Veronika Erjavec      | 7–6(5), 7–5   |
| 2020                                      | Zheng Qinwen            | Mira Antonitsch       | 6–1, 6–0      |
| 2019                                      | Arantxa Rus             | Nika Radišić          | 4–6, 6–4, 6–1 |
| 2018                                      | Anastasia Grymalska (2) | Anastasia Piangerelli | 6–1, 6–2      |
| 2017                                      | Anastasia Grymalska (1) | Lisa Sabino           | 6–2, 6–0      |
| Montepremi da 15.000 $ (dal 2017 al 2021) |                         |                       |               |
| 2016                                      | Laura-Ioana Andrei      | Laura Schaeder        | 6–4, 6–2      |
| Montepremi da 10.000 $ (nel 2016)         |                         |                       |               |

### Doppio maschile
| Anno | Campioni                           | Finalisti                                                             | Punteggio                                  |
| ---- | ---------------------------------- | --------------------------------------------------------------------- | ------------------------------------------ |
| 2025 | Andrew Paulson Michael Vrbenský    | Boris Arias Murkel Dellien                                            | 6–4, 6–2                                   |
| 2024 | Marco Bortolotti Matthew Romios    | Jiří Barnat Andrew Paulson                                            | walkover                                   |
| 2023 | Giovanni Fonio Francesco Forti     | Niki Kaliyanda Poonacha Adam Taylor                                   | 5–7, 6–1, [10–7]                           |
| 2022 | Dustin Brown Andrea Vavassori      | Ivan Sabanov Matej Sabanov                                            | 6–4, 7–5                                   |
| 2021 | Orlando Luz Rafael Matos           | Sergio Galdós Renzo Olivo                                             | 6–4, 7–6(5)                                |
| 2020 | Ariel Behar Andrej Golubev         | Andrés Molteni Hugo Nys                                               | 7–5, 6–4                                   |
| 2019 | Tomislav Brkić Ante Pavić          | Nikola Ćaćić Antonio Šančić                                           | 6–2, 6–3                                   |
| 2018 | Denys Molčanov Igor Zelenay (2)    | Andrej Martin Daniel Muñoz de la Nava                                 | 3–6, 6–3, [11–9]                           |
| 2017 | Roman Jebavý Zdeněk Kolář          | Matwé Middelkoop Igor Zelenay                                         | 6–2, 6–3                                   |
| 2016 | Andre Begemann Aljaksandr Bury     | Roman Jebavý Zdeněk Kolář                                             | 5–7, 6–4, [11–9]                           |
| 2015 | Igor Zelenay (1) Andrej Martin     | Dino Marcan Antonio Šančić                                            | 6–4, 5–7, [10–8]                           |
| 2014 | Potito Starace Adrian Ungur        | František Čermák Lukáš Dlouhý                                         | 6–2, 6–4                                   |
| 2013 | Marin Draganja Franko Škugor       | Norbert Gombos Roman Jebavý                                           | 6–4, 6–4                                   |
| 2012 | Lukáš Dlouhý Michal Mertiňák       | Philipp Marx Florin Mergea                                            | 5–7, 7–5, [10–7]                           |
| 2011 | Julian Knowle Michael Kohlmann     | Colin Ebelthite Adam Feeney                                           | 2–6, 7–5, [10–5]                           |
| 2010 | Robin Haase Rogier Wassen          | James Cerretani Adil Shamasdin                                        | 7–6(14), 7–5                               |
| 2009 | James Cerretani Travis Rettenmaier | Peter Luczak Alessandro Motti                                         | 4–6, 6–3, [11–9]                           |
| 2008 | Marco Crugnola Alessio Di Mauro    | David Škoch Igor Zelenay                                              | 1–6, 6–4, [10–6]                           |
| 2007 | Alessandro da Col Andrea Stoppini  | Alberto Brizzi Marco Pedrini                                          | 6–3, 7–6(5)                                |
| 2006 | Francesco Aldi Lovro Zovko         | Marco Crugnola Marco Pedrini                                          | 6–4, 6–3                                   |
| 2005 |                                    | Daniel Köllerer/ Oliver Marach contro D Gimeno Traver/ M Van Gemerden | Finale non disputata a causa della pioggia |
| 2004 | Leonardo Azzaro Kornél Bardóczky   | Andrea Merati Christophe Rochus                                       | 6–2, 6–0                                   |

### Doppio femminile
| Anno                                      | Campionesse                                  | Finaliste                            | Punteggio        |
| ----------------------------------------- | -------------------------------------------- | ------------------------------------ | ---------------- |
| 2025                                      | Liang En-shuo Peangtarn Plipuech             | Karolína Kubáňová Aneta Laboutková   | 6-4, 6-2         |
| 2024                                      | Yvonne Cavalle-Reimers Aurora Zantedeschi    | Nuria Brancaccio Leyre Romero Gormaz | 7–5, 2–6, [10–5] |
| W 75 - Montepremi da 60.000 $ (dal 2024)  |                                              |                                      |                  |
| 2023                                      | Angelica Moratelli (2) Camilla Rosatello     | Isabelle Haverlag Eva Vedder         | 0–6, 6–2, [10–5] |
| 2022                                      | Angelica Moratelli (1) Eva Vedder            | Yuliana Lizarazo Aurora Zantedeschi  | 6–3, 6–2         |
| W 60 - Montepremi da 60.000 $ (dal 2022)  |                                              |                                      |                  |
| 2021                                      | Martina Colmegna (2) Amy Zhu                 | Nefisa Berberović Veronika Erjavec   | 6–4, 6–3         |
| 2020                                      | Martina Colmegna (1) Federica Di Sarra (2)   | Angelica Moratelli Nika Radišić      | 6–2, 7–6(7)      |
| 2019                                      | Veronika Erjavec Nika Radišić                | Martina Caregaro Lisa Sabino         | 6–3, 7–5         |
| 2018                                      | Lucia Bronzetti Anastasia Grymalska          | Verena Hofer Maria Vittoria Viviani  | 7–5, 7–5         |
| 2017                                      | Federica Di Sarra (1) Michele Alexandra Zmău | Lucia Bronzetti Ludmilla Samsonova   | 6–2, 1–6, [10–8] |
| Montepremi da 15.000 $ (dal 2017 al 2021) |                                              |                                      |                  |
| 2016                                      | Laura-Ioana Andrei Anastasia Zarytska        | Nina Stadler Caroline Werner         | 6–0, 7–6(3)      |
| Montepremi da 10.000 $ (nel 2016)         |                                              |                                      |                  |